# Наукове відкриття

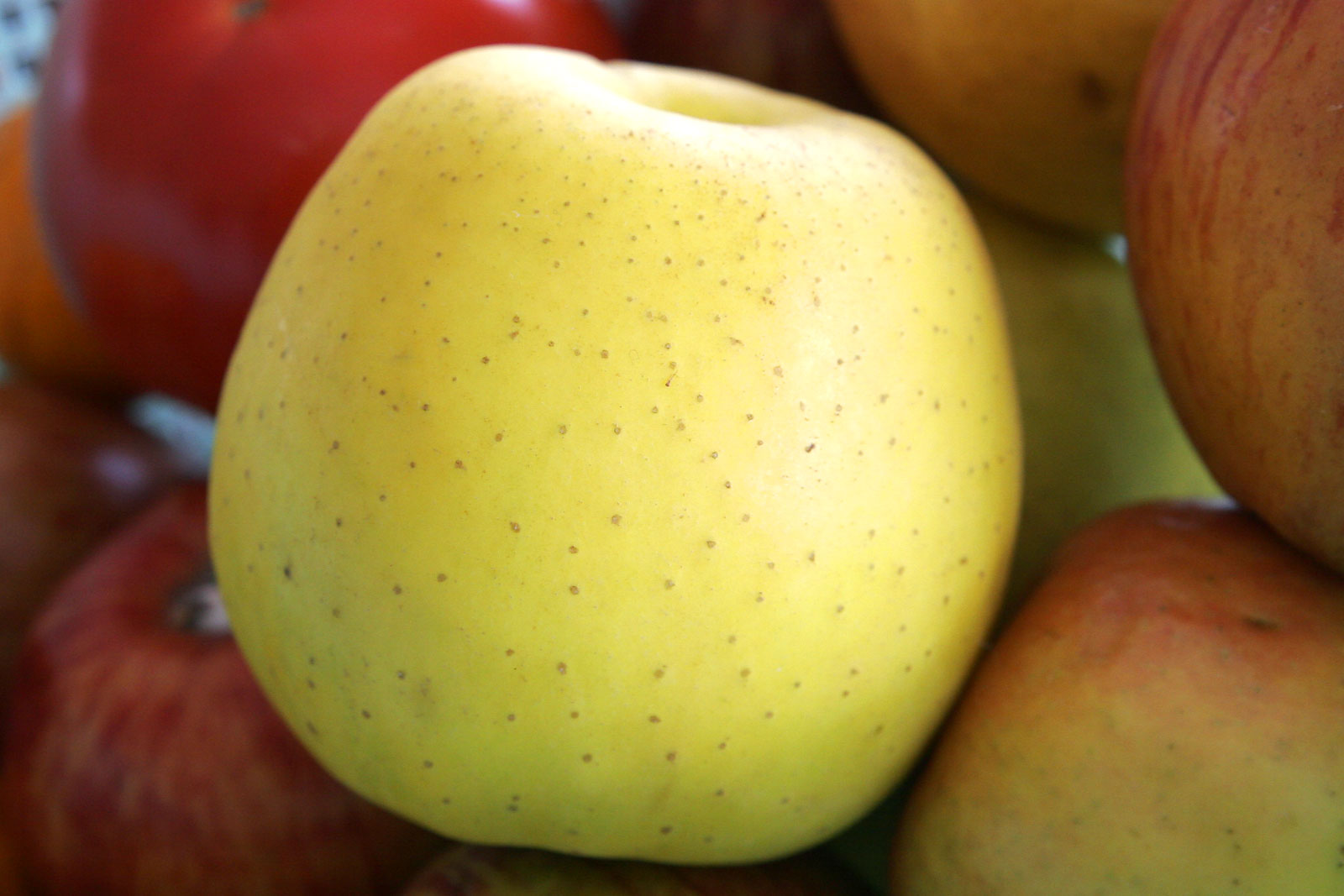
У 1666 році схоже яблуко впало у Ботанічному саду міста Кембридж. Результатом падіння стало відкриття Сером Ісаком Ньютоном гравітації. Досі це наукове відкриття вважається одним із найвидатніших у історії людства.

Науко́ве відкриття́ (англ. discovery, нім. Entdeckung) — встановлення невідомих раніше, але об'єктивно наявних закономірностей, властивостей і явищ матеріального світу, що істотно збагачують наукове пізнання . Відкриття є найвищим науковим рівнем пізнання навколишнього світу. Відносини, пов’язані з науковими відкриттями, регулюються Цивільним кодексом України.

## Права автора наукового відкриття
Відповідно до законодавства України, автор наукового відкриття має право:
- надати науковому відкриттю своє ім'я або спеціальну назву
- отримати диплом, який засвідчує належність відкриття автору[3].

Диплом на відкриття  — документ, який видається на ім’я автора відкриття і засвідчує визнання виявлених закономірностей, властивостей і явищ матеріального світу відкриттям, пріоритет і авторство на відкриття, з чим пов’язане набуття автором відповідних прав і пільг, передбачених законодавством більшості країн. Згідно із законами України відкриття не реєструються і диплом на них не видається.

## Неможливість застосування до відкриття режиму майнових прав
Попри розповсюджене у суспільстві уявлення, наукові відкриття мають правовий режим захисту, що за своєю суттю є немайновим правом автора. Таким чином автор наукового відкриття, навіть якщо він доведе факт використання його відкриття у конкретному промисловому виробі або послузі, не зможе отримати компенсацію від порушника. Для того, аби набути статус винаходу, який може захищатися патентом, наукове відкриття має відповідати критеріям патентоздатності.